# 猪子止戈之助
猪子 止戈之助（いのこ しかのすけ、1860年5月24日（万延元年4月4日） - 1944年（昭和19年）1月31日）は、明治期から昭和初期における外科医。京都帝国大学医科大学名誉教授、同附属病院初代院長、日本で最初の喉頭癌手術を行った。但馬国豊岡藩出身。

## 生涯
1860年6月（万延元年4月）但馬豊岡藩（現：兵庫県豊岡市）の家老猪子清の長男として誕生した。藩校、稽古堂を経て1873年（明治6年）東京外国語学校に入り、翌年東京医学校に転じ、1882年（明治15年）3月東京大学医学部を卒業した。同期には青山胤通・西郷吉義・佐藤三吉・田代正等がいる。
卒業した年の5月京都府立医学校教諭になり、1887年（明治20年）には医学校校長に就任、翌年には日本で初の喉頭癌全剔出摘出手術を成功させた。
その後、第三高等中学校（京都帝国大学の前身）教授となり、1891年（明治24年）大津事件で負傷したロシア皇太子（後のニコライ2世）を京都で治療。1892年（明治25年）ドイツ留学を命じられ帰国後第三高等中学校に復職した。1895年（明治28年）には我が国初の胃切除手術を行い、官立医科大学の京都設置ならびに附属医院設立に奔走し1899年（明治32年）京都帝国大学医科大学が創立すると初代教授として外科学第一講座を担当した。同年12月医学博士学位を授与され、1900年（明治33年）には再び渡欧を命じられドイツで外科学を研鑽した。
1921年（大正11年）京都帝国大学を退官し同大学より名誉教授に補され、1944年（昭和19年）1月31日死去した。

## 栄典
位階
- 1891年（明治24年）12月21日 - 従六位[11]
- 1898年（明治31年）3月30日 - 正六位[12]
- 1902年（明治35年）6月10日 - 従五位[13]
- 1904年（明治37年）11月30日 - 正五位[14]
- 1910年（明治43年）6月11日 - 従四位[15]
- 1915年（大正4年）7月20日 - 正四位[16]
- 1921年（大正10年）2月10日 - 正三位[17]

勲章等
- 1901年（明治34年）12月27日 - 勲五等瑞宝章[18]
- 1905年（明治38年）6月24日 - 勲四等瑞宝章[19]
- 1909年（明治42年）12月25日 - 勲三等瑞宝章[20]
- 1915年（大正4年）11月10日 - 大礼記念章[21]
- 1917年（大正6年）1月29日 - 勲二等瑞宝章[22]

## 論文・著作
- 「生理及衛生 中学教科」（富永兼棠・河野学一著 猪子止戈之助閲 石井清 1901年）
- 「校友会雑誌」 P26「臨床講義(科學) 猪子止戈之助・古島慶」（京都府立医科大学 1899年10月19日）

## 親族
人事興信録の4巻と8巻より。
- 猪子ふて（ふで）- 妹（沖野忠雄の妻）
- 猪子吉人 - 弟（医学博士）
- 猪子一到 - 長男（実業家）
- 藤浪鑑 - 長女・むめの夫（病理学者）
- 今村新吉 - 次女・ふみの夫（精神医学者）

縁者
- 神矢粛一（沖野忠雄の兄）